# Германия на «Евровидении-1977»
Германия принимала участие в Евровидении 1977, проходившем в Лондоне, Великобритания. На конкурсе её представляли «Silver Convention» с песней «Telegram», выступавшие под номером 6. В этом году страна заняла 8-е место, получив 55 баллов. Комментатором конкурса от Германии в этом году был Вулф Миттлер, глашатаем — Макс Шоцер.

## Национальный отбор
Национальный отбор проходил внутренне, без голосования жюри или телезрителей.

## Страны, отдавшие баллы Германии
Каждая страна оценивает 10 участников оценками 1-8, 10, 12.
| 8 баллов                         | 6 баллов | 5 баллов               | 3 балла    | 2 балла            | 1 балл                  |
| -------------------------------- | -------- | ---------------------- | ---------- | ------------------ | ----------------------- |
| Португалия Великобритания Греция | Италия   | Испания Израиль Швеции | Нидерланды | Люксембург Австрия | Франция Ирландия Монако |

## Страны, получившие баллы от Германии
| 12 баллов | 10 баллов      | 8 баллов | 7 баллов | 6 баллов   |
| --------- | -------------- | -------- | -------- | ---------- |
| Франция   | Великобритания | Бельгия  | Испания  | Монако     |
| 5 баллов  | 4 балла        | 3 балла  | 2 балла  | 1 балл     |
| Ирландия  | Греция         | Италии   | Швеция   | Португалия |